# Miś Paddington

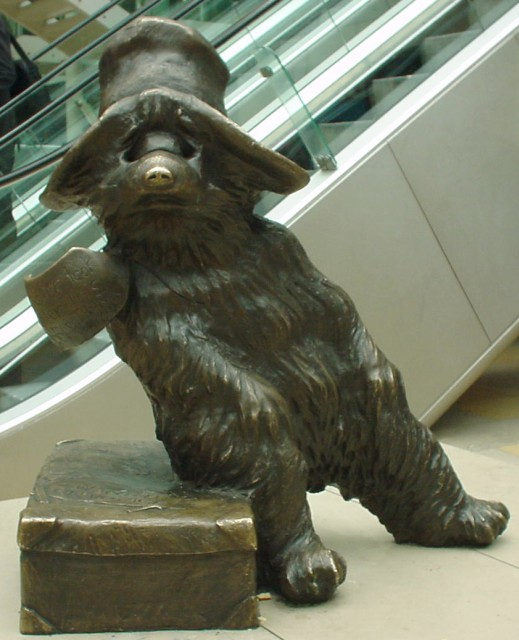
Figura Misia Paddigtona na stacji kolejowej Paddington w Londynie

Miś Paddington (ang. Paddington Bear) – fikcyjna postać niedźwiadka, która została stworzona przez angielskiego pisarza Michaela Bonda.  
Pierwsza książka o misiu Paddingtonie ukazała się 13 października 1958. Autor napisał ją zainspirowany maskotką, którą kupił w Wigilię 1956. Maskotka, pluszowy miś, leżała samotnie na półce londyńskiego sklepu z zabawkami. Michaelowi Bondowi zrobiło się żal osamotnionego misia i postanowił podarować go żonie. 
Miś Paddington, przypominający bardziej pluszowego misia niż prawdziwego niedźwiedzia, występuje w 14 książkach dla dzieci i filmach animowanych. 
Miś urodził się w Peru, w Anglii znalazł się dziwnym trafem. Rodzina Brownów znalazła go na stacji Paddington w Londynie i nadała mu imię na jej cześć. Miś ma spokojny temperament, jest pomocnikiem pań Bird i Brown. Jednak jego sprytny sąsiad lubi go wykorzystywać. Przyjaźni się z panem Gruberem, właścicielem antykwariatu na Portobello Road. Zna tam także wszystkich kupców. Niedźwiadek jest dobry, miły, grzeczny, chociaż zdarzają mu się także różne kłopoty. Często bawi się z Jonatanem i Judytą.

## Książki o misiu Paddingtonie
- Miś zwany Paddington (tyt. oryg. A Bear Called Paddington, 1958; wyd. pol. 1971)
- Jeszcze o Paddingtonie (tyt. oryg. More About Paddington, 1959; wyd. pol. 1974)
- Paddington daje sobie radę (tyt. oryg. Paddington Helps Out, 1960; wyd. pol. 1975)
- Paddington za granicą (tyt. oryg. Paddington Abroad, 1961; wyd. pol. 2000)
- Nowe przygody Paddingtona (tyt. oryg. Paddington at Large, 1962; wyd. pol. 1998)
- Paddington się krząta (tłum. M. Rusinek), także Paddington w opałach (tłum. M. Tkaczyk) (tyt. oryg. Paddington Marches On, 1964; wyd. pol. 2000)
- Paddington przy pracy (tyt. oryg. Paddington at Work, 1966; wyd. pol. 2000)
- Paddington wyrusza do miasta (tyt. oryg. Paddington Goes to Town, 1968; wyd. pol. 2002)
- Paddington na wycieczce (tyt. oryg. Paddington Takes the Air, 1970; I wyd. pol. 2010)
- Paddington's Blue Peter Story Book (1973)
- Paddington ma rację (tyt. oryg. Paddington on Top, 1974, I wyd. pol. 2011)
- Paddington zdaje egzamin (tyt. oryg. Paddington Takes the Test, 1979, I wyd. pol. 2011)
- Paddington on Screen (1980)
- Paddington Rules the Waves (2008)
- Paddington tu i teraz (tyt. oryg. Paddington Here and Now, 2008; wyd. pol. 2008)
- Love From Paddington (2014)

## Filmy o misiu Paddingtonie
- Paddington (2014)
- Paddington 2 (2017)
- Paddington w Peru (2024)